# Praxis difficilis
Praxis difficilis là một loài bướm đêm trong họ Noctuidae.